# 美國駐日陸軍
美國駐日陸軍（英語：United States Army, Japan，；日语：／），同時為駐日美軍中的陸軍單位、及美國太平洋陸軍的下屬司令部，管轄美國陸軍派遣日本的部隊、附屬單位、相關雇員及2,000名美國陸軍官兵，在本州島、沖繩使用數個後勤基地及港口設施，並與日本陸上自衛隊進行聯合演習、培訓及發展相關計畫，在東亞維持一支有效的威懾性武力，以維持東亞地區的和平穩定。部設在神奈川縣的座間基地。
駐日陸軍及設在座間基地內的美國陸軍第一軍前方司令部（I Corps (FWD)）負責支援美日安保條約中第五條（Article V，視對日攻擊為共同危險）、第六條（Article VI，地域安全之維持）的落實，因此駐日陸軍司令部擔任美國陸軍前沿部署部隊的指揮單位及管制總部、與日自衛隊支援地區安全活動、並提供美國在日軍人、雇員及眷屬優良的住所和作戰設施。
目前美國駐日陸軍由以下單位構成：
- 美國駐日陸軍基地管理本部（U.S. Army Garrison, Japan）[1]
- 第10地區支援大隊（英语：10th Regional Support Group），沖繩
- 美國陸軍工兵隊日本區（Japan District, U.S. Army Corps of Engineers）
- 美國駐日陸軍基地軍樂隊（U.S. Army Garrison, Japan, Band）[2]
- 第38防空砲兵旅（英语：38th Air Defense Artillery Brigade (United States)）
- 第311軍事情報營（311th Military Intelligence Battalion）
- 美國駐日陸軍航空大隊（英语：U.S. Army Aviation Battalion Japan），裝備UH-60L黑鷹直升機
- 第1營（1st Battalion），隸屬於第1特種部隊大隊（英语：1st Special Forces Group (United States)）
- 第836運輸大隊（836th Transportation Battalion）
- 第835運輸大隊（835th Transportation Battalion）
- 403野戰支援營（403rd Field Support Battalion - NEA）

## 歷史
1953年1月美軍在太平洋地區進行的部隊重編，促使遠東陸軍部隊司令部（Army Forces Far East）成為美國陸軍在該區的指揮單位。遠東司令部於同年10月移至東京西南40公里處的座間基地，並於1954年11月20日在該地與美國第八軍團聯合稱作「遠東陸軍／美國八軍團司令部」（AFFE/Eighth US Army）。當八軍團司令部在1955年移到韓國漢城（今首爾）的龍山基地內後，座間的指揮單位便改稱「遠東陸軍／美國八軍團後方司令部」（AFFE/Eighth US Army (Rear)），今「美國駐日陸軍」的名稱直到1957年7月1日才誕生。
1972年5月15日，太平洋陸軍的指揮架構再度隨著沖繩返還日本而進行重大改變。第9軍撤走在沖繩的司令部，並在座間基地與駐日陸軍司令部合成「駐日美陸軍／9軍司令部」（U.S. Army, Japan/IX Corps）。而原琉球群島美國陸軍總部（Headquarters, U.S. Army, Ryukyu Islands）和第2後勤司令部（2d Logistical Command）被裁撤，新成立沖繩美國陸軍基地司令部（U.S. Army Base Command, Okinawa）以管轄和支援駐當地的美國陸軍單位、並替美軍和東亞各盟國軍隊提供戰區後勤服務。之後，組織架構又經歷了多次修訂，駐日美陸軍／9軍司令部司令部下保留了5個次級司令部，主要單位如下：
- 沖繩美國陸軍基地司令部（U.S. Army Base Command, Okinawa）
- 相模原美國陸軍補給與維修處（U.S. Army Supply and Maintenance Activity, Sagami）：為遠東的美國陸軍補給站，負責修理及存放軍需物資[3]:p82
- 關東平原美國陸軍基地管理本部（U.S. Army Garrison, Kanto Plain）
- 美國駐日陸軍運輸處（U.S. Army Transportation Activity, Japan）：負責運送、管理兵員和軍須物資[3]:p83
- 秋月美國陸軍彈藥庫（U.S. Army Ammunition Depot Complex, Akizuki）
- 美國駐日陸軍醫務處（U.S. Army Medical Activity, Japan）
- 美國駐日陸軍採購局（U.S. Army Procurement Agency, Japan）

由於這次重編的緣故，美國陸軍駐日本和沖繩的人數略為減少。
1975年1月1日，美國駐日陸軍被改為一陸軍主要司令部（MACOM），並直接向美國陸軍部總部匯報。1971年2月28日，沖繩的桑江營美國陸軍醫院（U.S. Army Hospital, Camp Kuwae）移交美國海軍管理，同時廢止了陸軍醫務處，使駐日美陸軍剩下兩個次級司令部：沖繩美國陸軍基地司令部及本州美國陸軍基地司令部（U.S. Army Garrison, Honshu）。
1986年1月16日，本州基地司令部被改為第9臨時地區支援群（9th Area Support Group (PROV)），後於1987年10月15日取消臨時地位，改為第17地區支援群（17th Area Support Group）。2002年時為因應美國陸軍部推動的設施管理轉型（Transformation of Installation Management），於10月16日創立美國駐日陸軍基地管理本部，同時撤廢第17地區支援群。

## 設施及部隊
- 座間基地（神奈川縣座間市、相模原市）
- 橫濱北塢（神奈川縣橫濱市）
- 相模補給總庫（神奈川縣相模原市）
- 那霸港灣設施（英语：Naha Port Facility）（沖繩縣那霸市）
- 鳥居通訊站（英语：Torii Station）（沖繩縣讀谷村）

## 外部連結

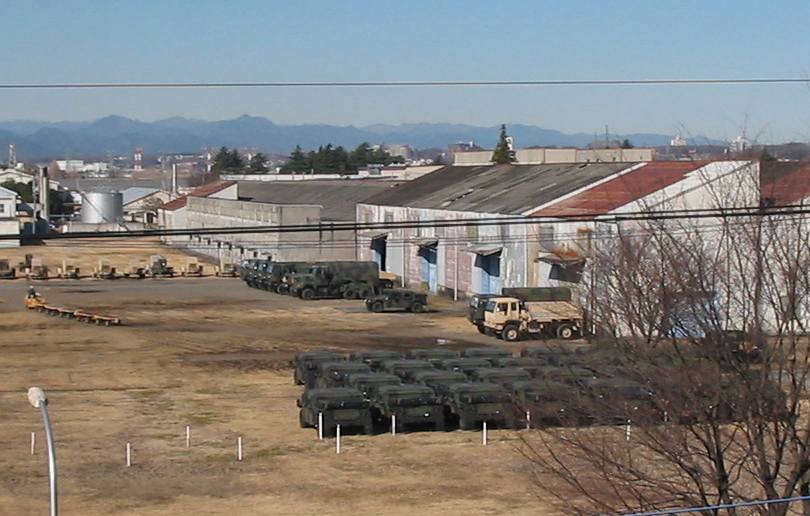
駐日美陸軍相模補給總庫

- United States Army, Japan
- Globalsecurity.org （页面存档备份，存于）